# أوسكار ليويسكي
أوسكار ليويسكي (14 يوليو 1992 مالمو السويد - ) هو لاعب كرة قدم سويدي، يلعب كلاعب وسط.

## روابط خارجية
- أوسكار ليويسكي على موقع الاتحاد الأوربي (الإنجليزية)
- أوسكار ليويسكي على موقع اتحاد السويد (السويدية)
- أوسكار ليويسكي على موقع قاعدة بيانات كرة القدم.إي يو (الإنجليزية)
- أوسكار ليويسكي على موقع بيانات كرة القدم. دي إي (الألمانية)
- أوسكار ليويسكي على موقع ناشيونال فوتبول تيمز (الإنجليزية)
- أوسكار ليويسكي على موقع Soccerway.com (الإنجليزية)
- أوسكار ليويسكي على موقع عالم كرة القدم.نت (الإنجليزية)
- أوسكار ليويسكي على موقع AS.com (الإسبانية)